# Adrian Klimczak
Adrian Klimczak (ur. 26 lipca 1997 w Policach) – polski piłkarz występujący na pozycji pomocnika w Olimpii Grudziądz.
Wychowanek Chemika Police. W grudniu 2018 został zawodnikiem ŁKS-u Łódź, z którym w 2019 awansował do ekstraklasy. W najwyższej klasie rozgrywkowej, w barwach łódzkiego klubu, debiutował w pierwszej kolejce sezonu 2019/2020 w spotkaniu z Lechią Gdańsk. Wcześniej zaliczył debiut ekstraklasowy w barwach Arki Gdynia.